# Drolshagen
Drolshagen település Németországban, azon belül Észak-Rajna-Vesztfália tartományban. Lakosainak száma 11 766 fő (2023. december 31.). Drolshagen Gummersbach, Meinerzhagen, Attendorn, Olpe, Wenden, Reichshof és Bergneustadt községekkel határos.

## Népesség
A település népességének változása:
| Lakosok száma | 9409 | 11 824 | 11 779 | 11 618 | 11 763 | 11 766 |
|               | 1975 | 2017   | 2019   | 2021   | 2022   | 2023   |